# آر۱۳۶سی
آر۱۳۶سی (انگلیسی: R136c) ستاره‌ای است که در ابر خوشه ستاره‌ای آر۱۳۶ قرار دارد، گره محکمی از ستارگان در مرکز ان‌جی‌سی ۲۰۷۰، خوشه‌ای باز با ۴۵۰٬۰۰۰ جرم خورشیدی و حاوی ۱۰٬۰۰۰ ستاره است. این ستاره با ۱۴۲ جرم خورشیدی و ۳٫۸ میلیون سال نوری فاصله، یکی از پرجرم‌ترین ستارگان شناخته شده و یکی از درخشان‌ترین، همراه با یکی از داغ ترین‌ها، با گرمای بیش از ۴۰٬۰۰۰ کلوین است. آر۱۳۶سی نخستین بار توسط Feitzinger در سال ۱۹۸۰ و همراه با آر۱۳۶ای۱ و آر۱۳۶بی شناسایی و نامگذاری شد.

## ویژگی‌ها
آر۱۳۶سی یک ستارهٔ ولف–رایه از نوع طیفی (WN5h) و با دمای بالای ۴۲٬۱۷۰ کلوین است که آن را به یکی از داغ‌ترین ستاره‌های شناخته شده تبدیل می‌کند. این یکی از پرجرم‌ترین ستارگان نیز شناخته شده و با جرم خورشیدی ۱۴۲ یکی از درخشاترین ستاره‌های شناخته‌شده، با درخشندگی ۳٫۸ میلیون برابر خورشید. درخشندگی فوق‌العاده توسط فرایند همجوشی چرخه سی‌ان‌او(CNO) در هسته داغ بسیار فشرده آن ایجاد می‌شود. آر۱۳۶سی، همان‌گونه که برای همهٔ ستارگان ولف–رایه معمول است، با بادهای ستاره‌ای قوی با سرعت بیش از ۲٬۰۰۰ کیلومتر بر ثانیه و نرخ از دست دادن جرم بیش از ۱۰–۵ جرم خورشیدی در سال، جرم خود را از دست داده است. به دلیل تشخیص انتشارهای پرتو ایکس سخت که نمونه باینری‌های بادی در حال برخورد است، به شدت مشکوک به دوتایی بودن آن می‌شود.